# ویلیام فیکنر
ویلیام ادوارد فیکنر (به انگلیسی: William Edward Fichtner) (زادهٔ ۲۷ نوامبر ۱۹۵۶) بازیگر آمریکایی است. او برای نقش‌های تلویزیونی‌اش به‌عنوان الکساندر ماهون در فرار از زندان، کارل هیکمن در مسیرهای عبور و آدام جانیکوفسکی در مام شناخته می‌شود. فیکنر که یک بازیگر پرکار در سینما است، به خاطر ایفای نقش در فیلم‌های مخمصه، تماس، آرماگدون، کاملاً طوفانی، برو، تصادف، سقوط شاهین سیاه، طولانی‌ترین فاصله، لاک‌پشت‌های نینجا و شوالیه تاریکی نیز شناخته شده است.

## زندگی
فیکنر در لانگ‌آیلند، ایالت نیویورک زاده شد. دارای ۴ خواهر است، که یکی از آن‌ها سرهنگ نیروی هوایی آمریکاست. برادرزادهٔ او، مایکل امارا، عضو گروه موسیقی Sleepaway بوده است. فیکنر اصالتاً آلمانی است.
فیکنر از دبیرستان Maryvale فارغ‌التحصیل شد. بعد از فارغ‌التحصیل شدن از دانشگاه Farmingdale State در سال ۱۹۷۶، با مدرک دیپلم حقوق، در SUNY Brockport حضور پیدا کرده، و مدرک لیسانس هنر را در سال ۱۹۷۸ گرفت. فیکنر تصمیم گرفت که در آکادمی هنرهای دراماتیک آمریکا، در نیویورک، تحصیل کند. فیکنر با مشورت با مشاور خود، دان هاروی، شروع به خواندن رشتهٔ بازیگری کرد. دان هاروی، که دوستی مادام‌العمر برای فیکنر شد، او را برای اولین نمایش خیابانی خود انتخاب کرد. او در ۱۸ ماه مهٔ سال ۲۰۰۸، جایزهٔ دکترای افتخاری Human Letters را از دانشگاه Farmingdale State دریافت کرد.

## دوران کاری
فیکنر نخستین بار در سال ۱۹۸۷، در نقش جاش اسنایدر در فیلم As the World Turns، مقابل دوربین رفت. او همچنین در فیلم‌های تماس (۱۹۹۷)، گرما، برو، توازن، کاملاً طوفانی (۲۰۰۰)، طولانی‌ترین حیاط (۲۰۰۵)، Crash, Ultraviolet و شوالیه تاریکی نقش آفرینی کرد. و همچنین در فیلم لاک‌پشت‌های نینجای نوجوان جهش‌یافته نیز نقش آفرینی کرد.
یکی از به یاد ماندنی‌ترین بازی‌های او در فیلم «شور ذهن» است که دمی مور هم در آن بازی کرده است. او برای بازی در فیلم Crash جایزهٔ بهترین بازیگر صحنه را از اتحادیهٔ بازیگران سینما و «بهترین بازی گروهی» را از بخش منتقدان سینما، دریافت کرده است.

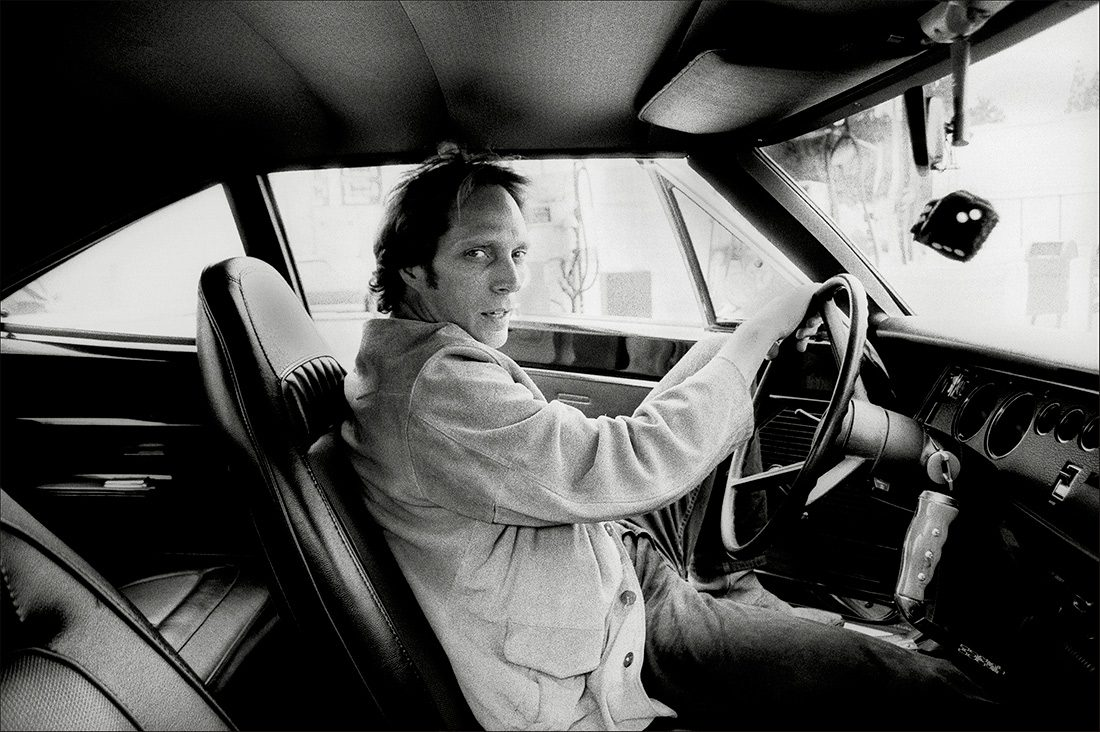
فیکنر در سال ۲۰۰۳

او به عنوان بیل فیکنر، با صدای خود برای شخصیت Ken Rosenberg، در بازی‌های ویدئویی معروف ماشین دزدی بزرگ: وایس سیتی و ماشین دزدی بزرگ: سن اندریس، صحبت کرده است. فیکنر همچنین از سال ۲۰۰۵ تا ۲۰۰۶ در سریال علمی-تخیلی تهاجم در نقش Sheriff Tom Underlay بازی کرد. بعد از لغو شدن ادامهٔ سریال تهاجم، برای بازی در نقش الکساندر ماهون (Alex Mahone) در فصل ۲، ۳ و ۴ سریال فرار از زندان، از ۲۰۰۶ تا ۲۰۰۹، انتخاب شد. بعد از آن، همچنین برای جایزه دادن در لیگ ملی هاکی حضور پیدا کرد. او همچنین در اپیزود ۱۷ فصل ۵ سریال «بال غربی» و ۳ قسمت از سریال Entourage ظاهر شده است. فیکنر همچنین در نقش کوتاهی به عنوان مدیر بانک ملی گاتهام در فیلم شوالیه تاریکی بازی کرد.
در سال ۲۰۱۰ هم در فیلم‌های شب قرار (۲۰۱۰)، رانندگی جنون (۲۰۱۱)، شب و روزها و در فیلم در حال تولید The Big Bang بازی می‌کند.

## فیلم‌شناسی

### فیلم
| سال  | عنوان                                    |
| ---- | ---------------------------------------- |
| ۱۹۹۴ | مسابقه تلویزیونی                         |
| ۱۹۹۵ | چیره‌دستی                                 |
| ۱۹۹۵ | بی‌پروا                                   |
| ۱۹۹۵ | روزهای عجیب و غریب                       |
| ۱۹۹۵ | مخمصه                                    |
| ۱۹۹۵ | زیر                                      |
| ۱۹۹۶ | تمساح آلبینو                             |
| ۱۹۹۷ | تماس                                     |
| ۱۹۹۷ | پرپیچ و خم                               |
| ۱۹۹۸ | آرماگدون                                 |
| ۱۹۹۹ | برو                                      |
| ۲۰۰۰ | کاملاً طوفانی                             |
| ۲۰۰۰ | غرق شدن مونا                             |
| ۲۰۰۰ | شور ذهن                                  |
| ۲۰۰۱ | پرل هاربر                                |
| ۲۰۰۱ | سقوط شاهین سیاه                          |
| ۲۰۰۱ | بدترین چیزی که می‌تواند اتفاق بیفتد چیست؟ |
| ۲۰۰۲ | یولیا به خانه برمی‌گردد                   |
| ۲۰۰۲ | توازن                                    |
| ۲۰۰۴ | تصادف                                    |
| ۲۰۰۵ | نه زندگی                                 |
| ۲۰۰۵ | طولانی‌ترین فاصله                         |
| ۲۰۰۵ | آقا و خانم اسمیت                         |
| ۲۰۰۵ | شادی در دوزهای کم                        |
| ۲۰۰۶ | فرابنفش                                  |
| ۲۰۰۷ | تیغ شهرت                                 |
| ۲۰۰۷ | اولین برف                                |
| ۲۰۰۸ | شوالیه تاریکی                            |
| ۲۰۱۰ | شب قرار                                  |
| ۲۰۱۱ | انفجار بزرگ                              |
| ۲۰۱۱ | دیوانه‌وار                                |
| ۲۰۱۲ | نادرست                                   |
| ۲۰۱۳ | فانتوم                                   |
| ۲۰۱۳ | رنجر تنها                                |
| ۲۰۱۳ | الیسیوم                                  |
| ۲۰۱۴ | مرد خانه                                 |
| ۲۰۱۴ | لاک‌پشت‌های نینجا                          |
| ۲۰۱۶ | روز استقلال: بازخیز                      |
| ۲۰۱۶ | کشتی‌گیر آمریکایی: جادوگر                 |
| ۲۰۱۷ | شب‌های داغ تابستان                        |
| ۲۰۱۷ | کریستال                                  |
| ۲۰۱۸ | ۱۲ نیرومند                               |
| ۲۰۱۸ | ترافیک                                   |
| ۲۰۱۸ | همه مردان شیطان                          |
| ۲۰۱۹ | پیدا کردن استیو مک‌کوئین                  |
| ۲۰۲۱ | کیک تولد                                 |
| ۲۰۲۳ | هیپنوتیک                                 |

### تلویزیون
| سال       | عنوان           |
| --------- | --------------- |
| ۱۹۸۹      | بی‌واچ           |
| ۲۰۰۴      | بال غربی        |
| ۲۰۰۵      | سقوط امپراتوری  |
| ۲۰۰۵      | بابای آمریکایی! |
| ۲۰۰۶–۲۰۰۹ | فرار از زندان   |
| ۲۰۰۹–۲۰۱۱ | دارودسته        |
| ۲۰۱۳–۲۰۱۴ | مسیرهای عبور    |
| ۲۰۱۵–۲۰۱۶ | امپراتوری       |
| ۲۰۱۶–۲۰۲۱ | مام             |
| ۲۰۱۹      | معاون رئیس‌جمهور |
| ۲۰۲۰      | شرکت            |

### بازی‌های ویدئویی
| سال  | عنوان                      | نقش        | یادداشت            |
| ---- | -------------------------- | ---------- | ------------------ |
| ۲۰۰۲ | جی‌تی‌ای: وایس سیتی          | کن روزنبرگ | [ ۳ ]              |
| ۲۰۰۴ | جی‌تی‌ای: سن آندریاس         | کن روزنبرگ | [ ۳ ]              |
| ۲۰۱۱ | ندای وظیفه: جنگاوری نوین ۳ | سندمن      | [ ۳ ] [ ۴ ]        |
| ۲۰۱۳ | دیزنی اینفنتی              |            | [ ۳ ]              |
| ۲۰۱۴ | لاک‌پشت‌های نینجا            | شردر       | نسخه نینتندو ۳دی‌اس |